# Flamme d’Argent (1912)
Flamme d’Argent (Silberstern) ist ein französischer Spielfilm von Adrien Caillard aus dem Jahr 1912, aus der achtteiligen französisch-britischen Sherlock-Holmes-Stummfilmreihe von 1912.

## Hintergrund
Der Stummfilm ist eine Adaption der Geschichte Silberstern (Silver Blaze) aus dem Buch Die Memoiren des Sherlock Holmes von Arthur Conan Doyle; produziert wurde er von der Société Française des Films Éclair. Der Film hatte eine Länge von 396 Metern und gilt heute als verschollen.